# 레지스터 파일
레지스터 파일(register file)은 중앙 처리 장치(CPU)에 있는 프로세서 레지스터의 배열이다. CPU의 명령어 집합 아키텍처는 거의 항상 메모리와 칩의 기능 단위 사이에 데이터를 준비하는 데 사용되는 레지스터 세트를 정의한다. 레지스터 파일은 아키텍처의 일부이며 투명 캐시 개념과 달리 프로그래머에게 표시된다. 더 단순한 CPU에서 이러한 아키텍처 레지스터는 CPU 내의 PRF(물리적 레지스터 파일)의 항목에 일대일로 대응한다. 더 복잡한 CPU는 레지스터 이름 변경을 사용하므로 특정 아키텍처 레지스터를 저장하는 물리적 항목의 매핑이 실행 중에 동적으로 변경된다.
최신 집적 회로 기반 레지스터 파일은 일반적으로 여러 포트가 있는 고속 정적 RAM을 통해 구현된다. 이러한 RAM은 전용 읽기 및 쓰기 포트로 구별되는 반면, 일반 멀티포트 SRAM은 일반적으로 동일한 포트를 통해 읽고 쓴다. 레지스터 뱅킹(register banking)은 운영 모드에 따라 단일 이름을 사용하여 여러 개의 서로 다른 물리적 레지스터에 액세스하는 방법이다.